# Championnat d'Islande de football 1984
Navigation
Saison précédente Saison suivante
La saison 1984 du Championnat d'Islande de football était la 73e édition de la première division islandaise. Les 10 clubs jouent les uns contre les autres lors de rencontres disputées en matchs aller et retour.
L'ÍA Akranes, tenant du titre, a tenté de le conserver face aux neuf meilleurs clubs du pays.
C'est l'ÍA Akranes qui termine de nouveau en tête du championnat et remporte le 12e titre de champion d'Islande de l'histoire du club. Le club d'Akranes réalise même un 2e consécutif en remportant également la Coupe d'Islande.
En bas de classement, le Breiðablik Kopavogur est relégué en 2. Deild, tout comme le KA Akureyri.

## Les 10 clubs participants
| \| Reykjavik : · Valur - Vikingur - KR - þrottur - Fram Akureyri : · þor - KA ÍA Akranes ÍBK Keflavík Breiðablik Kopavogur \| Clubs participants |
| Reykjavik : · Valur - Vikingur - KR - þrottur - Fram Akureyri : · þor - KA ÍA Akranes ÍBK Keflavík Breiðablik Kopavogur                          |

| Club                 | Classement 1983 | Stade            | Ville     |
| -------------------- | --------------- | ---------------- | --------- |
| ÍA Akranes           | 1               | Akranesvöllur    | Akranes   |
| Breiðablik Kopavogur | 3               | Kópavogsvöllur   | Kopavogur |
| Fram Reykjavik       | 2. Deild        | Laugardalsvöllur | Reykjavik |
| ÍBK Keflavík         | 8               | Keflavíkurvöllur | Keflavík  |
| KA Akureyri          | 2. Deild        | Akureyrarvöllur  | Akureyri  |
| KR Reykjavik         | 2               | KR-völlur        | Reykjavik |
| þor Akureyri         | 4               | Akureyrarvöllur  | Akureyri  |
| þrottur Reykjavik    | 6               | Laugardalsvöllur | Reykjavik |
| Valur Reykjavik      | 5               | Laugardalsvöllur | Reykjavik |
| Vikingur Reykjavik   | 7               | Laugardalsvöllur | Reykjavik |

## Compétition

### Classement
À partir de cette saison, la victoire passe à 3 points, contre 2 auparavant. Le barème de points servant à établir le classement se décompose ainsi :
- Victoire : 3 points
- Match nul : 1 point
- Défaite : 0 point

| Rang | Équipe               | Pts | J  | G  | N | P  | Bp | Bc | Diff |
| ---- | -------------------- | --- | -- | -- | - | -- | -- | -- | ---- |
| 1    | ÍA Akranes T C       | 38  | 18 | 12 | 2 | 4  | 33 | 18 | +15  |
| 2    | Valur Reykjavik      | 28  | 18 | 7  | 7 | 4  | 24 | 16 | +8   |
| 3    | ÍBK Keflavík         | 27  | 18 | 8  | 3 | 7  | 19 | 22 | -3   |
| 4    | KR Reykjavik         | 25  | 18 | 6  | 7 | 5  | 20 | 23 | -3   |
| 5    | Vikingur Reykjavik   | 24  | 18 | 6  | 6 | 6  | 29 | 28 | +1   |
| 6    | Fram Reykjavik P     | 22  | 18 | 6  | 4 | 8  | 23 | 22 | +1   |
| 7    | Þor Akureyri         | 22  | 18 | 6  | 4 | 8  | 25 | 25 | 0    |
| 8    | Þrottur Reykjavik    | 22  | 18 | 5  | 7 | 6  | 19 | 19 | 0    |
| 9    | Breiðablik Kopavogur | 20  | 18 | 4  | 8 | 6  | 17 | 20 | -3   |
| 10   | KA Akureyri P        | 16  | 18 | 4  | 4 | 10 | 23 | 39 | -16  |

|  | Qualifié pour la Coupe d'Europe des clubs champions 1985-1986 |
|  | Qualifié pour la Coupe des Coupes 1985-1986                   |
|  | Qualifié pour la Coupe UEFA 1985-1986                         |
|  | Relégation en 2. Deild                                        |

### Matchs
| Résultats (▼dom., ►ext.)                                   | þor | Val | KR  | þrot | Kefl | Fram | Akr | Vik | Brei | KA  |
| Þor Akureyri                                               |     | 2-3 | 3-1 | 0-1  | 0-0  | 3-0  | 0-3 | 1-1 | 0-1  | 1-1 |
| Valur Reykjavik                                            | 1-0 |     | 0-0 | 1-1  | 0-0  | 1-1  | 4-2 | 3-0 | 1-1  | 1-2 |
| KR Reykjavik                                               | 2-5 | 0-0 |     | 1-0  | 1-0  | 3-2  | 0-0 | 0-3 | 1-1  | 2-0 |
| Þrottur Reykjavik                                          | 3-0 | 1-2 | 0-0 |      | 1-2  | 3-2  | 2-1 | 1-0 | 0-0  | 2-3 |
| ÍBK Keflavík                                               | 1-2 | 1-0 | 0-3 | 1-0  |      | 2-1  | 1-2 | 3-1 | 2-1  | 1-1 |
| Fram Reykjavik                                             | 1-0 | 1-1 | 1-2 | 2-2  | 1-0  |      | 0-1 | 1-2 | 0-0  | 2-0 |
| ÍA Akranes                                                 | 3-2 | 1-0 | 2-0 | 2-0  | 1-2  | 1-0  |     | 2-3 | 3-0  | 3-1 |
| Vikingur Reykjavik                                         | 0-2 | 1-0 | 1-1 | 0-0  | 3-0  | 1-3  | 2-2 |     | 2-2  | 6-2 |
| Breiðablik Kopavogur                                       | 2-2 | 1-2 | 3-3 | 0-0  | 0-1  | 0-1  | 1-2 | 2-0 |      | 1-0 |
| KA Akureyri                                                | 1-2 | 1-4 | 2-0 | 2-2  | 4-2  | 0-4  | 0-2 | 3-3 | 0-1  |     |
| - Victoire à domicile - Match nul - Victoire à l'extérieur |     |     |     |      |      |      |     |     |      |     |

## Bilan de la saison
| Tableau d'Honneur                 |                    |
| Compétition                       | Vainqueur          |
| Championnat d'Islande de football | ÍA Akranes         |
| Coupe d'Islande de football       | ÍA Akranes         |
| Supercoupe d'Islande de football  | ÍBV Vestmannaeyjar |

| Qualifications européennes                   |                 |
| Coupe d'Europe des clubs champions 1985-1986 | Qualifié        |
| 1er tour                                     | ÍA Akranes      |
| Coupe des Coupes 1985-1986                   | Qualifié        |
| 1er tour                                     | Fram Reykjavik  |
| Coupe UEFA 1985-1986                         | Qualifié        |
| 1er tour                                     | Valur Reykjavik |

| Promotion et relégation |                                  |
| Relégué en 2. Deild     | Breiðablik Kopavogur KA Akureyri |
| Promu en 1. Deild       | FH Hafnarfjörður Víðir Garður    |

## Meilleurs buteurs
| # | Buteurs             | Clubs              | Nb de Buts |
| - | ------------------- | ------------------ | ---------- |
| 1 | Guðmunður Steinsson | Fram Reykjavik     | 10         |
| 2 | Horður Johannesson  | ÍA Akranes         | 8          |
| 3 | Heimir Karlsson     | Vikingur Reykjavik | 6          |
| 3 | Guðmundur Torfason  | Fram Reykjavik     | 6          |
| 3 | Hilmar Sighvatsson  | Valur Reykjavik    | 6          |